# Lezo
Lezo – gmina w Hiszpanii, w prowincji Guipúzcoa, w Kraju Basków, o powierzchni 8,59 km². W 2011 roku gmina liczyła 6027 mieszkańców.